# Вилијам Толберт
Вилијам Ричард Толберт млађи (енгл. William Richard Tolbert Junior; Бенсонвил, 13. мај 1913 — Монровија, 12. април 1980) био је политичар и 20. председник Либерије. На положају председника био је од 1971. до 1980. године.

## Биографија
Образовао се за државног званичника, те је изабран у Представнички дом 1955. године. Од 1951. до 1971. био је потпредседник Либерије. Постао је председник након што је његов претходник умро.
Допустио је опозицију на изборима и спровео неке либералне реформе. Ипак, био је критикован због сиромаштва неких домородачких племена.
Поновно је изабран 1975. године. Силом је гушио протесте против поскупљења цене пиринча.
У априлу 1979. избиле су демонстрације у којима је војска убила 70 људи. Председник Толберт предузео је мере за обуздавање немира, али није успео.
Наоружани војни побуњеници свргнули су га у пучу 12. априла 1980. године. Био је избоден 15 пута.
Вођа удара, наредник Семјуел Доу, погубио је неколико службеника његове администрације.
Толберт је председавао Организацијом афричког јединства од јула 1979. до своје смрти. Био је велики мештар масона и старешина у баптистичкој цркви. Био је и заређени баптистички свештеник.